# Яла, Мухаммед
Мухаммед Яла, Мухаммед Хаджи Яла (M'Hamed Yalla, араб. محمد يعلى‎) (20 декабря 1929 года, Тизи-Узу, Алжир — 29 сентября 2021) — алжирский государственный деятель, дипломат.

## Биография
Принимал активное участие в национально-освободительном движении, член Фронта национального освобождения (в 1979-1988 годах член ЦК).
В период войны за независимость является послом временного правительства Алжира в Гвинее (1963-1964 годы) и КНР (6 августа 1964 – 1 января 1966).
После обретения независимости занимал следующие посты:
1965 – 1970 — вали (губернатор) вилайета и г. Алжир
1970 – 1974 — вали вилайета Константина
1974 – 1977 — советник Президента Республики по экономическим вопросам
23 апреля 1977 – 8 марта 1979 — министр торговли
8 марта 1979 – 12 января 1982 — министр финансов
1982 – 1987 — министр внутренних дел
С марта 1988 — посол в СССР